# 卑尔根时报
《卑尔根时报》（Bergens Tidende）是挪威第五大报纸，也是该国奥斯陆以外地区发行量最大的报纸，属上市公司施伯史泰德。该报纸创始于1868年，主要在卑尔根发行。